# Чадиње
Чадиње је насеље у Србији у општини Пријепоље у Златиборском округу. Према попису из 2022. било је 322 становника.

## Демографија
У насељу Чадиње живи 194 пунолетна становника, а просечна старост становништва износи 33,3 година (33,2 код мушкараца и 33,4 код жена). У насељу има 76 домаћинстава, а просечан број чланова по домаћинству је 3,51.
Ово насеље је углавном насељено Србима (према попису из 2002. године).
|  |

| Демографија | Демографија | Демографија |
| Година      | Становника  | Становника  |
| ----------- | ----------- | ----------- |
| 1948.       | 207         |             |
| 1953.       | 217         |             |
| 1961.       | 212         |             |
| 1971.       | 267         |             |
| 1981.       | 342         |             |
| 1991.       | 255         | 255         |
| 2002.       | 267         | 278         |

| Етнички састав према попису из 2002.‍ | Етнички састав према попису из 2002.‍ | Етнички састав према попису из 2002.‍ | Етнички састав према попису из 2002.‍ | Етнички састав према попису из 2002.‍ |
| ------------------------------------ | ------------------------------------ | ------------------------------------ | ------------------------------------ | ------------------------------------ |
|                                      |                                      |                                      |                                      |                                      |
| Срби                                 | Срби                                 |                                      | 213                                  | 79,77%                               |
| Бошњаци                              | Бошњаци                              |                                      | 28                                   | 10,48%                               |
| Муслимани                            | Муслимани                            |                                      | 20                                   | 7,49%                                |
| Црногорци                            | Црногорци                            |                                      | 6                                    | 2,24%                                |
| непознато                            | непознато                            |                                      | 0                                    | 0,0%                                 |

| Година пописа     | 1948. | 1953. | 1961. | 1971. | 1981. | 1991. | 2002. |
| ----------------- | ----- | ----- | ----- | ----- | ----- | ----- | ----- |
| Број домаћинстава | 39    | 43    | 43    | 57    | 84    | 68    | 76    |

| Број чланова      | 1 | 2  | 3  | 4  | 5 | 6 | 7 | 8 | 9 | 10 и више | Просек |
| ----------------- | - | -- | -- | -- | - | - | - | - | - | --------- | ------ |
| Број домаћинстава | 6 | 11 | 19 | 25 | 9 | 5 | 1 | 0 | 0 | 0         | 3,51   |

| Пол    | Укупно | Неожењен/Неудата | Ожењен/Удата | Удовац/Удовица | Разведен/Разведена | Непознато |
| ------ | ------ | ---------------- | ------------ | -------------- | ------------------ | --------- |
| Мушки  | 105    | 35               | 67           | 3              | 0                  | 0         |
| Женски | 103    | 22               | 67           | 13             | 1                  | 0         |
| УКУПНО | 208    | 57               | 134          | 16             | 1                  | 0         |

| Пол    | Укупно                    | Пољопривреда, лов и шумарство | Рибарство                            | Вађење руде и камена | Прерађивачка индустрија       |
| ------ | ------------------------- | ----------------------------- | ------------------------------------ | -------------------- | ----------------------------- |
| Мушки  | 47                        | 5                             | 0                                    | 1                    | 15                            |
| Женски | 31                        | 2                             | 0                                    | 0                    | 17                            |
| УКУПНО | 78                        | 7                             | 0                                    | 1                    | 32                            |
| Пол    | Производња и снабдевање   | Грађевинарство                | Трговина                             | Хотели и ресторани   | Саобраћај, складиштење и везе |
| Мушки  | 2                         | 1                             | 6                                    | 1                    | 5                             |
| Женски | 0                         | 1                             | 2                                    | 1                    | 0                             |
| УКУПНО | 2                         | 2                             | 8                                    | 2                    | 5                             |
| Пол    | Финансијско посредовање   | Некретнине                    | Државна управа и одбрана             | Образовање           | Здравствени и социјални рад   |
| Мушки  | 0                         | 1                             | 7                                    | 1                    | 2                             |
| Женски | 1                         | 0                             | 2                                    | 2                    | 3                             |
| УКУПНО | 1                         | 1                             | 9                                    | 3                    | 5                             |
| Пол    | Остале услужне активности | Приватна домаћинства          | Екстериторијалне организације и тела | Непознато            | Непознато                     |
| Мушки  | 0                         | 0                             | 0                                    | 0                    | 0                             |
| Женски | 0                         | 0                             | 0                                    | 0                    | 0                             |
| УКУПНО | 0                         | 0                             | 0                                    | 0                    | 0                             |